# Stumblin’
Stumblin’ – utwór rosyjskiego piosenkarza Siergieja Łazariewa, wydany 26 sierpnia 2013 roku pod szyldem wytwórni Sony Music i umieszczony na czwartej płycie studyjnej artysty zatytułowanej Łazariew.. Piosenkę napisali Pontus Soderqvist, Jonas Saeed, Talay Riley i Corey Chorus. 
Oficjalny teledysk do piosenki miał swoją premierę 10 października 2013 roku w serwisie YouTube. Wideo osiągnęło wynik ponad 690 tys. wyświetleń. Singiel dotarł do 46. miejsca krajowej listy przebojów.

## Lista utworów
- Digital download[3]

1. „Stumblin’” – 3:57

## Notowania na listach przebojów
| Kraj  | Lista (2013)           | Najwyższe miejsce |
| ----- | ---------------------- | ----------------- |
| Rosja | Top-Hit Weekly General | 46                |